# Oshtorān Kūh
Oshtorān Kūh (persiska: اشتران كوه, كوهِ اُشتُران) är ett berg i Iran.   Det ligger i provinsen Lorestan, i den centrala delen av landet, 300 km sydväst om huvudstaden Teheran. Toppen på Oshtorān Kūh är 3 888 meter över havet, eller 374 meter över den omgivande terrängen. Bredden vid basen är 4,8 km.
Terrängen runt Oshtorān Kūh är bergig åt nordost, men åt sydväst är den kuperad. Runt Oshtorān Kūh är det ganska glesbefolkat, med 29 invånare per kvadratkilometer. Närmaste större samhälle är Aznā, 19,7 km norr om Oshtorān Kūh. Trakten runt Oshtorān Kūh består i huvudsak av gräsmarker.